# Moritz Beutler
Adolf Moritz Beutler (* 7. Februar 1862 in Waldkirchen; † 3. Oktober 1942 in Chemnitz) war ein deutscher Politiker (DNVP) und Mitglied des Sächsischen Landtags.

## Leben und Wirken
Er war der Sohn des evangelisch-lutherischen Pfarrers Moritz Beutler und dessen Ehefrau Clementine Richter aus Waldkirchen im sächsischen Vogtland. Sein älterer Bruder war der langjährige Dresdner Oberbürgermeister Otto Beutler. 
Von 1902 bis 1921 war Beutler für den Konservativen Verein Stadtverordneter in Chemnitz, von 1916 bis zur Novemberrevolution 1918 als Vorsteher der Stadtverordnetenversammlung.
Von 1919 bis 1920 war er für die Deutschnationale Volkspartei Mitglied der Sächsischen Volkskammer und anschließend bis 1926 Abgeordneter des Sächsischen Landtags.
Beruflich war Beutler seit 1889 als Rechtsanwalt und später auch als Notar in Chemnitz tätig. Er war Vorsitzender und Mitglied in zahlreichen Aufsichtsräten. Im Jahr 1911 erwarb er das Rittergut Herold.
Bis zu seinem Tod 1942 war er als Justizrat im Aufsichtsrat der G. Krautheim AG, Chemnitz. Daneben war er auch in zahlreichen anderen sächsischen Aktiengesellschaften Vorsitzender des Aufsichtsrates.
Moritz Beutler hatte mehrere Kinder, darunter den Generalmajor Otto Beutler (1894–1944) und die Zoologin Ruth Beutler.